# Do You Remember That?
「Do You Remember That?」（ドゥー ユー・リメンバー・ザット）は、Soweluの9枚目のシングル。2005年2月2日にデフスターレコーズから発売された。2ndアルバム『SWEET BRIDGE』からのリカットシングル。PV監督は内野政明。

## 収録曲
1. Do You Remember That?[4:06]
作詞：michico／作曲：T.Kura／編曲：T.Kura for Giant swing Prductions
2. MOON ON THE WATER[3:30]
作詞：ヒダカトオル／作曲：BEAT CRUSADERS
3. Do You Remember That? (club mix)[3:56]
編曲：DJ HIGH-D

## 収録アルバム
- オリジナル『SWEET BRIDGE』（2005年1月7日）
- コラボレーション『Heads or Tails?』（2005年7月20日）
※DJ HIGE-D Remix
- ベスト『Sowelu THE BEST 2002-2009』（2009年3月18日）

## タイアップ
- MOON ON THE WATER：テレビ東京系アニメ『BECK』エンディングテーマ